# Hinko Stepančič
Hinko Stepančič, slovenski libretist, * 1902, Buzet, Istra, † 1965, Ljubljana.
Hinko Stepančič je bil rojen v družini pravnika Henrika Stepančiča. Po poklicu je bil gradbenik, sicer pa avtor besedil za operete, njegovo najpomembnejše delo je slovensko-nemško besedilo za opereto Melodije srca iz leta 1943.